# James Karen
Pour les articles homonymes, voir Karen.
Jacob Karnofsky, dit James Karen, est un acteur américain né le 28 novembre 1923 à Wilkes-Barre (Pennsylvanie), et mort le 23 octobre 2018 à Los Angeles (Californie).

## Biographie

### Débuts
Jacob Karnofsky naît le 28 novembre 1923 à Wilkes-Barre, en Pennsylvanie, aux États-Unis.

### Critique
Il est connu à la fois par ses interprétations sur les planches, à la télévision (Huit, ça suffit !, Les Craquantes) et au cinéma (Le Syndrome chinois, Wall Street, À la recherche du bonheur).

### Vie privée
James Karen a été une première fois marié, de 1958 à 1967, à Susan Reed, elle-même actrice et chanteuse folk, avec qui il eut un enfant. En 1986, il s'est marié avec Alba Francesca, elle aussi actrice.

### Mort
James Karen meurt le 23 octobre 2018 à Los Angeles, en Californie, aux États-Unis, à l'âge de 94 ans.

## Filmographie

### Cinéma
- 1965 : Frankenstein contre le monstre de l'espace (Frankenstein Meets the Spacemonster) : Dr. Adam Steele
- 1965 : Film (Court-métrage) : Passerby
- 1970 : Hercule à New York (Hercules in New York) : Professeur Camden
- 1970 : Je n'ai jamais chanté pour mon père (I Never Sang for my Father) : Le directeur de l'hospice
- 1972 : Rivals : Le psychiatre pour enfants
- 1974 : Amazing Grace (en) : Annenberg
- 1976 : Les Hommes du président (All The President's Men) : L'avocat de Hugh Slon
- 1977 : Opening Night : Belleboy
- 1978 : Capricorn One : Le vice-président Price
- 1978 : F.I.S.T. : Andrews
- 1979 : Le Syndrome chinois (The China Syndrome) : Mac Chruchill
- 1980 : Le Chanteur de jazz (The Jazz Singer) : Barney Callahan
- 1981 : Ça passe ou ça casse (Take This Job and Shove It) : Loomis
- 1982 : Le Promeneur de l'éternité (Time Walker) : Dr. Wendell J. Rossmore
- 1982 : Poltergeist : Mr. Teague
- 1982 : Frances : Juge Hillier
- 1985 : Le Retour des morts-vivants (The Return of the Living Dead) : Frank
- 1985 : À double tranchant (Jagged Edge) : Andrew Hardesty
- 1986 : L'invasion vient de Mars (Invaders from Mars) : Gen. Climet Wilson
- 1986 : Les bronzés en délire (Hardbodies 2) : Logan
- 1987 : Wall Street : Lynch
- 1988 : Le Retour des morts-vivants 2 (The Return of the Living Dead 2) : Ed
- 1989 : Girlfriend from Hell : Le père de Carl
- 1995 : Congo : Le président du collège
- 1995 : Nixon : Bill Rogers
- 1995 : Personnel et confidentiel (Up Close & Personal) : Tom Orr
- 1997 : Joyride : Le client
- 1997 : Behind Enemy Lines : Un reporter
- 1997 : Always Say Goodbye : William Tager
- 1997 : River Made to Drown In : Ray
- 1998 : Freedom Strike : President Mitchell
- 1998 : Un élève doué (Apt Pupil) : Victor Bowden
- 1998 : Girl : Dad
- 1998 : La Dernière Preuve (Shadow of Doubt) : Norman Calloway
- 1999 : L'Enfer du dimanche (Any Given Sunday) : Le conseiller de Christina
- 2000 : Jane Bond : Z
- 2000 : Treize Jours (Thirteen Days) : George Ball
- 2001 : A House on a Hill : Sy
- 2001 : Mulholland Drive : Wally Brown
- 2004 : Flickering Blue (Court-métrage) : Al
- 2005 : Office Court (Court-métrage) : Juge Jimmy
- 2006 : À la recherche du bonheur (The Pursuit of Happyness) : Martin Rohm
- 2006 : Outlaw Trail: The Treasure of Butch Cassidy : Leroy Parker
- 2006 : Superman Returns : Ben Hubbard
- 2007 : Trail of the Screaming Forehead : Reverend Beaks
- 2007 : Heart Medicine (Court-métrage) : Mac
- 2009 : Dark and Stormy Night : Seyton Ethelquake
- 2009 : Jack et les haricots magiques (Jack and the Beanstalk) : Verri Staddius
- 2010 : Sympathy for Delicious : Père Rohn
- 2011 : Pride (Court-métrage) : Anthoy
- 2012 : The Butterfly Room : Un taxidermiste
- 2012 : Escapade à Dark Canyon (Dark Canyon) : Seymour Redfield
- 2013 : America's Most Haunted : Ralph George
- 2013 : Green Briefs : Anthony
- 2013 : Rain from Stars : Spencer
- 2016 : Bender : Le vieux Bender
- 2016 : Humanity (Court-métrage) : Allen
- 2017 : Confessions of a Teenage Jesus Jerk : Un interviewé
- 2018 : Cynthia : Frank Teague

### Télévision
- 1964 : Les Accusés (The Defenders) (Série TV) : Paul Damon / Rabbi Fine
- 1967-1970 : As the World Turns (Série TV) : Dr Burke
- 1970 : La Force du destin (All My children) (Série TV) : Lincoln Tyler
- 1975 : L'Homme invisible (The Invisible Man) (Série TV) : Le manager de l'hôtel
- 1975 : Starsky et Hutch (Série TV) : Carter
- 1975 : La Famille des collines (The Waltons) (Série TV) : Martin Walters
- 1976 : Les Rues de San Francisco (The Streets of San Francisco) (Série TV) : Frank Batz
- 1976 : Super Jaimie (Série TV) : George Morehouse
- 1976 : Hawaï police d'État (Hawaïi Five-O) (Série TV) : Dale Wingfield
- 1976 : McMillan (McMillan & Wife) (Série TV) : George Pauling
- 1976 : Sergent Anderson (Série TV) : Un conducteur
- 1976 : Executive Suite (Série TV) : Carter
- 1976 : Serpico (Série TV) : Ed Demarest
- 1976 : Delvecchio (Série TV) : Porter
- 1976 : The Blue Knight (Série TV) : Talford
- 1977 : Something for Joey (Téléfilm) : Dr. Wingreen
- 1977 : Mary Jane Harper Cried Last Night (Téléfilm) : Dr. Sutterman
- 1977 : La croisière s'amuse (The Love Boat) (Série TV) : Mr. Rixie
- 1977 : The Gathering (en) (Téléfilm) : Bob Block
- 1977 : Family (Série TV) : Dr. Addison
- 1977 et 1979 : 200 dollars plus les frais (The Rockford Files) (Série TV) : John LaPointe / Martin Horvath
- 1977, 1979, 1982-1983 : Quincy (Série TV) : Dr. Lench / Dr. Chet Rawlings / Dr. Daniel Pierce / Maszek
- 1978 : Lucan (Série TV) : Murdoch
- 1978 : Lou Grant (Série TV) : Tyler Armitage
- 1978-1981 : Huit ça suffit (Eight Is Enough) (Série TV) : Eliot Randolph
- 1978 : Au fil des jours (One Day at Time) (Série TV) : Fred Emerson
- 1979 : Programmation vengeance (Institute for Revenge) (Téléfilm) : Power Broker
- 1979 : The Ordeal of Patty Hearst (Téléfilm) : Un psychologue
- 1979 : The Blind Ambition (Série TV) : Earl Silbert
- 1979 : Topper (Téléfilm) : Fred Korbell
- 1980 : Rupture fatale (Once Upon a Family) (Téléfilm) : Alvin Heller
- 1980 : Timide et sans complexe (Tenspeed and Brown Shoe) (Série TV) : Charles Lovel
- 1980 : F.D.R.: The Last Year (Téléfilm) : Adm. McIntire
- 1980 : Portrait of a Rebel: The Remarkable of Mrs. Sanger (Téléfilm) : Untermeyer
- 1981 : The Jeffersons (Série TV) : Herbert Purcell
- 1981 : The Violation of Sarah McDavid (Téléfilm) : Dr. Spandler
- 1982 : Herbie, The Love Bug (Série TV) : Un ministre
- 1982 : Côte Ouest (Knots Landing) (Série TV) : Max Craig
- 1982-1983 : Dallas (Série TV) : Elton Lawrence
- 1983 : M.A.S.H. (Série TV) : Dr. Stephen Chesier
- 1983 : Tucker's Witch (Série TV) : Earl Crayton
- 1983 : Matthew Star (Série TV) : Major Wymore
- 1983 : Simon et Simon (Série TV) : Philip
- 1983 : Little House: The Last Farewell (Téléfilm) : Nathan Lassiter
- 1983-1984 : Emerald Point N.A.S. (Série TV) : Amiral Lovell
- 1984 : The Paper Chase (Série TV) : Mr. Pearson
- 1984 : Dynastie (Dynasty) (Série TV) : Avril Dawson
- 1984 : The Boy Who Loved Trolls (Téléfilm) : Richman
- 1984 : Three's a Crowd (Série TV) : Dr. Richard Kimberly
- 1985 : Cheers (Série TV) : Dr. Ludlow
- 1985 : Clair de lune (Moonlighting) (Série TV) : Alan
- 1985 : Webster (Série TV) : Dr. Farraday
- 1985 : 227 (Série TV) : Un avocat
- 1987 : Mathnet (Série TV) : Le procureur
- 1987 : Square One TV (Série TV) : Le procureur
- 1987 : Histoires fantastiques (Amazing Stories) (Série TV) : Richard Whelan
- 1987 : Eight Is enough: A Family Reunion (Téléfilm) : Elliot Randolph
- 1987 : Madame est servie (Who's the Boss?) (Série TV) : Jerry
- 1987 : Magnum (Série TV) : Dr. Hightower
- 1987 : Billionaire Boys Club (Série TV) : Mr. Fairmont Sr.
- 1988 : Mr. Gun (Série TV) : Gouverneur Fritz La Chatte
- 1988 : Les craquantes (The Golden Girls) (Série TV) : Raymond
- 1989 : MacGyver (Série TV) : Robert Sanborn
- 1989 : La loi est la loi (Jake and the Fatman) (Série TV) : Le maire / Lyle Vandegrift
- 1989 : Murphy's Brown (Série TV) : Arvin
- 1989 : Les routes du paradis (Highway to Heaven) (Série TV) : Mr. Simenton
- 1989 : Booker (Série TV) : Jack Wingate
- 1989 : Nick Mancuso, les dossiers secrets du FBI (Mancuso, FBI) (Série TV) : Nagan

## Distinctions

### Récompenses
- Saturn Award : Life Career Award 1998

### Nominations
- Saturn Award : Saturn Award du meilleur acteur 1986 pour Le Retour des morts-vivants